# 楊貫一
楊貫一，BBS，MH（1932年—2023年7月31日），香港著名國際級大廚，生於中國廣東省，香港富臨飯店創辦人及總廚，香港現代管理（飲食）專業協會會長，連同戴龍、陳東和許沛東合稱「香港四大名廚」。

## 生平
楊貫一自16歲入行，縱橫廚藝界數十載，其招牌菜「阿一鮑魚」更享譽國際，多國的國家元首級人馬亦曾品嚐過這道拿手好菜。1983年起，楊貫一研究鮑魚，當時值移民潮，酒樓業生意大受影響，當時由於沒有酒樓主力以鮑魚作主菜，鮑魚令富臨飯店的生意蒸蒸日上，楊貫一看準了這一點，故旋即大受歡迎。
1996年，楊貫一更獲得國際御廚協會頒發的最高榮譽勛章Club Des Chefs Des Chefs（C.C.C.）金章。有資格獲得C.C.C.金章的，世界上迄今只有三人，另兩位分別是前法國總統和前美國總統的御廚。
楊貫一更獲新加坡航空公司邀請，加入「新航國際烹飪顧問團」（International Culinary Panel）為顧問，為新航的旅客設計航機上的菜式。
2004年10月，在第五屆中國美食暨首屆重慶國際火鍋文化節中，楊貫一榮獲中國飯店協會頒發「終身成就至尊大獎」，為首位及唯一一位獲頒此項殊榮人士。由他和徒弟共同捐資的中國飲食界第一個基金──中國飲食協會世界御廚楊貫一大師基金，於2005年成立，以培育高級餐飲人才。
2009年5月，楊貫一再獲得國際御廚協會（C.C.C.）選為「御廚中的御廚」，為全球第一位獲此殊榮者。
2023年7月31日，楊貫一因病逝世，享年90歲。

## 演出作品
- 1976年：跳灰 飾 翁律師
- 1999年：金玉滿堂 飾 一哥

## 榮譽獎項
- 1996年，楊貫一更獲得國際御廚協會頒發的最高榮譽勳章Club Des Chefs Des Chefs（C.C.C.）金章。有資格獲得C.C.C.金章的，世界上迄今只有三人，另兩位分別是前法國總統和前美國總統的御廚。
- 2004年10月，楊貫一榮獲中國飯店協會頒發「終身成就至尊大獎」，為首位及唯一一位獲頒此項殊榮人士。
- 旭日双光章（日本，2021年4月29日公布[3]）

## 入室弟子
- 李文基、梁誠威、林永春、阮宜玲、麥廣帆、常勝、劉哲宇、陳嘉禾、朱潔儀、黃隆滔

## 外部連結
- 阿一鮑魚 （页面存档备份，存于）

1. ↑  . 信報.   [2023-05-09]. （原始内容存档于2023-05-09）.
2. ↑  富臨飯店、阿一鮑魚創辦人楊貫一逝世享年90歲 獲多年米芝蓮三星
3. ↑  （日語） (PDF). 内阁府. 2021-04-29  [2021-07-02]. （原始内容存档 (PDF)于2021-04-29）.